# Dipylidium caninum
Espèce
 (mai 2017).
Si vous disposez d'ouvrages ou d'articles de référence ou si vous connaissez des sites web de qualité traitant du thème abordé ici, merci de compléter l'article en donnant les références utiles à sa vérifiabilité et en les liant à la section « Notes et références ».
Dipylidium caninum est un ver cestode de taille moyenne, parasite fréquent de l'intestin grêle du chien, du chat, du renard et, occasionnellement, de l'humain, chez lesquels il provoque une maladie : la dipylidiose.

## Description

### Morphologie
Reconnaissable à son aspect, l'adulte, long de 30 à 50 cm, de couleur rosâtre, est formé d'une chaîne d'anneaux en forme de graines de courge, à pores génitaux bilatéraux, précédée d'un cou très court et d'un minuscule scolex à quatre ventouses et rostre rétractile muni de plusieurs rangs de crochets.

### Cycle de vie

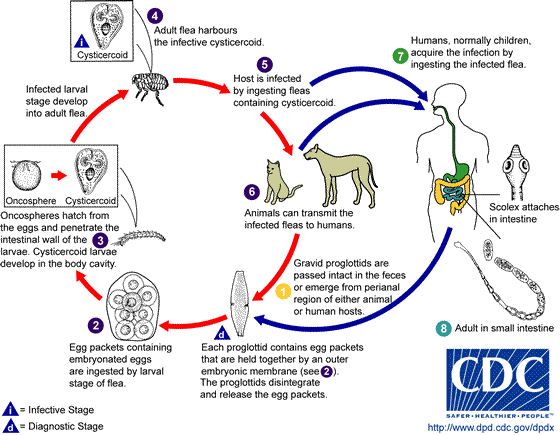
Cycle de vie

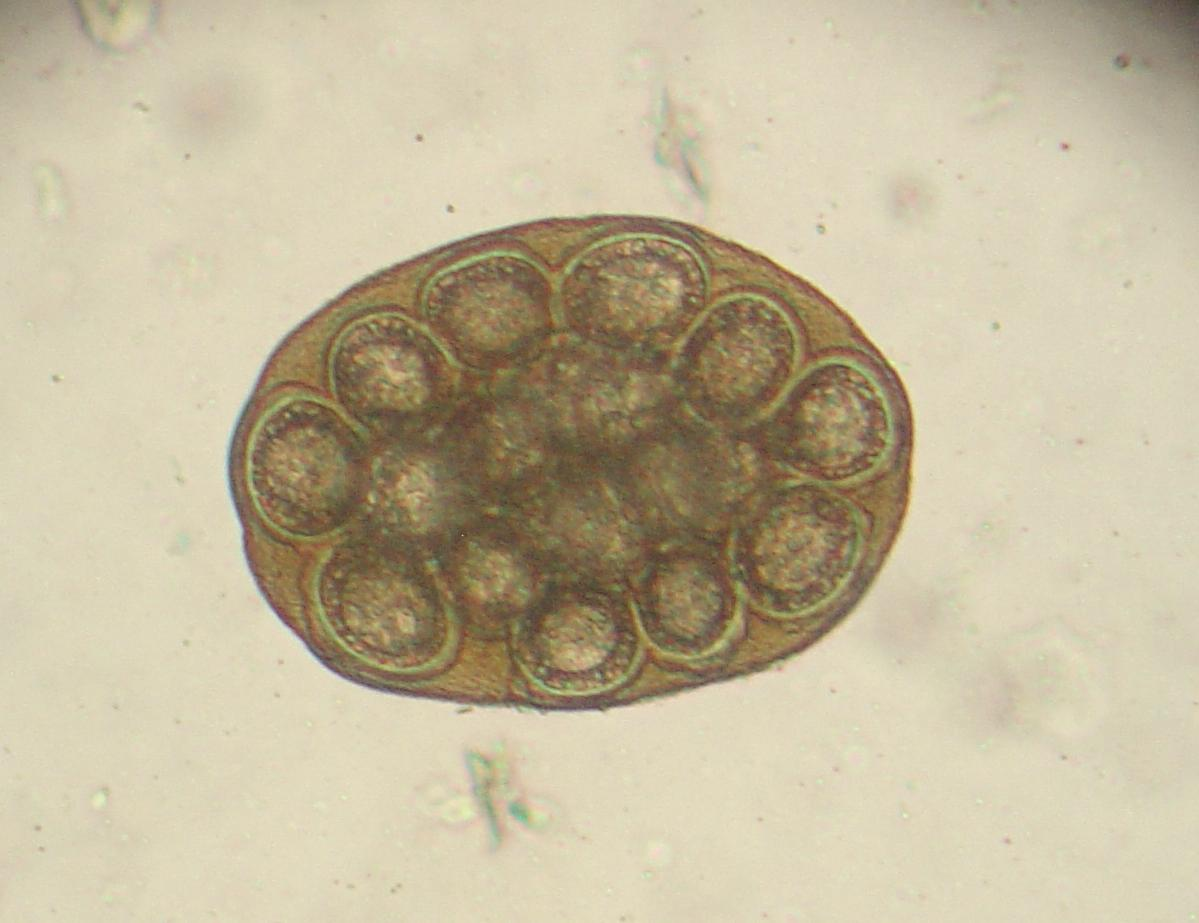
Capsule ovigère renfermant des œufs de Dipylidium caninum

Les anneaux gravides de l'adulte, fixés dans l'intestin grêle du carnivore, l'hôte définitif, libèrent dans la lumière des œufs sphériques, réunis par groupe de 10 à 12 dans des capsules ovigères qui sont rejetées dans le milieu extérieur avec les matières fécales.
L'hôte intermédiaire principal est une puce, Ctenocephalides felis la plupart du temps, Ctenocephalides canis parfois, dont les larves ingèrent puis hébergent les larves cysticercoïdes infectieuses présentes dans le milieu extérieur. Le cycle se boucle quand le carnivore, en ingérant une puce infestée lors de mordillements, déglutit la larve infectieuse qui se fixe à la muqueuse de l'intestin grêle et bourgeonne pour donner un nouvel adulte.
Il arrive que des poux mallophages jouent le rôle d'hôte intermédiaire, comme Trichodectes canis.
Une étude en 2018, utilisant à la fois une analyse génétique et des infections expérimentales a montré que deux génotypes ditsincts de D. caninum sont trouvés respectivement chez les chats et chez les chiens, et a suggéré que deux espèces distinctes soient en fait impliquées, une chez chacun de ces hôtes,.

### Répartition
C'est un parasite cosmopolite, il est particulièrement fréquent chez les carnivores domestiques vivant en milieu urbain.

## Clinique
L'enfant ou l'adulte sont infectés quand un chien, leur léchant la figure juste après avoir écrasé une puce infectée, y dépose avec sa salive la larve cysticercoïde ; déglutie, cette dernière va se fixer à la muqueuse du grêle et donner un adulte. Les symptômes sont ceux d'un téniasis banal.

### Importance
L'impact de Dipylidium caninum sur la santé humaine est minime, les cas d'infestation d'humains par ce ténia sont rares (quelques centaines de cas) et sont bénins.
L'humain est un hôte accidentel de ce ténia, qui est peu adapté au milieu intestinal humain. Il l'abandonne spontanément ou à la moindre perturbation, comme un lavement ou un ténifuge léger[réf. nécessaire].

### Diagnostic
Il se fait par découverte dans les selles des capsules ovigères et se trouve bientôt confirmé par l'expulsion du ver.

### Traitement
N'importe quel ténifuge suffit à détacher le ver et à provoquer son évacuation[réf. souhaitée]. Le niclosamide est considérée comme le traitement de choix pour tous les plathelminthes.